# Quintett

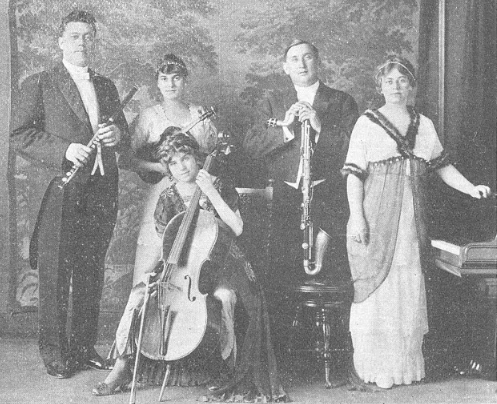
Ein Beispiel eines Quintets, das Smith-Spring-Holmes Orchestral Quintet (1915)

Ein Quintett (von ital. quintetto zu quinto bzw. lat. quintus: „fünfter“) ist allgemein eine Gruppe von fünfen und insbesondere in der Musik eine Gruppe von fünf Ausführenden oder ein Musikstück für eine solche Gruppe. Das Instrumentalquintett wurde zum Unterschied zum Vokal-Quintett früher auch „Quintuor“ genannt.
Die Verwendung und Ausprägungen des Quintetts in der klassischen Musik ähneln dem des Quartetts. Als übliche Besetzungen haben sich herauskristallisiert:
- Streichquintett
- Klavierquintett
- Holzbläser und Streichquartett, wie Klarinettenquintett
- Bläserquintett
- Blechbläserquintett

Wolfgang Amadeus Mozart und Ludwig van Beethoven komponierten je ein Quintett für solistisches Klavier und Holzbläser. Kalevi Aho schrieb Quintette in ungewöhnlichen Besetzungen, darunter "Flöte, Oboe, Violine, Viola und Violoncello" und "Altsaxophon, Fagott, Viola, Violoncello und Kontrabass". Komponisten wie Joseph Martin Kraus, Anton Reicha, Alberto Ginastera, Jean Françaix, Yun I-sang und Walter Piston schrieben je ein Quintett für Flöte und Streichquartett. Graham Waterhouse komponierte Quintette für Holzblasinstrument und Streichquartett.